# 돈 스틸
돈 스틸(Don Steele, 1936년 4월 1일 ~ 1997년 8월 5일)은 미국의 배우, 디스크 자키, 텔레비전 배우, 라디오 DJ이다.
로스앤젤레스에서 태어났으며 할리우드에서 사망하였다. 사인은 폐암이다.

## 영화
- 살인 음모 (1989, Nowhere to Run)
- 그렘린 (1984년)
- 이팅 라울 (1982년)
- 로큰롤 고등학교 (1979년)
- 대단한 차도둑 (1977년)
- 죽음의 경주 (1975년)
- 밸리 고교에서 생긴 일 (1973년)